# Нордфьярдаргёйнг
Нордфьярдаргёйнг (исл. Norðfjarðargöng; слушатьо файле) — автомобильный тоннель, проложенный под горным хребтом Хоулафьядль в регионе Эйстюрланд на востоке Исландии. Является частью дороги Нордфьярдарвегюр 92. Тоннель бесплатный.

## Характеристика
Расположенный возле селения Эскифьордюр в регионе Эйстюрланд, тоннель Нордфьярдаргёйнг был открыт для движения 11 ноября 2017 года. Его общая длина около 7908 метров, из которых 7566 метров находятся под горой и около 342 метров это бетонные защитные туннели и порталы. Тоннель вырыт в скальной породе под горным хребтом Хоулафьядль. Через тоннель проходит участок дороги Нордфьярдарвегюр 92 — одной из самых высокогорных дорог Исландии. В связи со строительством туннеля были построены два новых моста — один длиной 44 метра на реке Норфьярдарау, а другой длиной 58 метров на реке Эскифьярдарау.
Базисный тоннель Нордфьярдаргёйнг заменил собой расположенный на значительной высоте однополосный туннель Оддсскардсгёйнг (1977 года постройки), чем значительно облегчал движение по этому участку дороги, так как работа тоннеля Оддсскардсгёйнг зависела от погодных условий и он не всегда открыт для проезда (подъезды к порталам заносило многометровым слоем снега).
Тоннель шириной 8 м на уровне дороги и высотой около 6 м состоит из одной галереи, движение осуществлялось по двум полосам шириной 3,25 м. Порталы имеют профиль в виде симметричного знака ᑎ. Продольный уклон составляет около 1,5 % в сторону западного портала. В тоннеле 14 аварийных карманов, из которых 4 поворотные. Работа тоннеля не зависит от погодных условий и в зимний период он всегда открыт для проезда.